# الغرفة الصينية

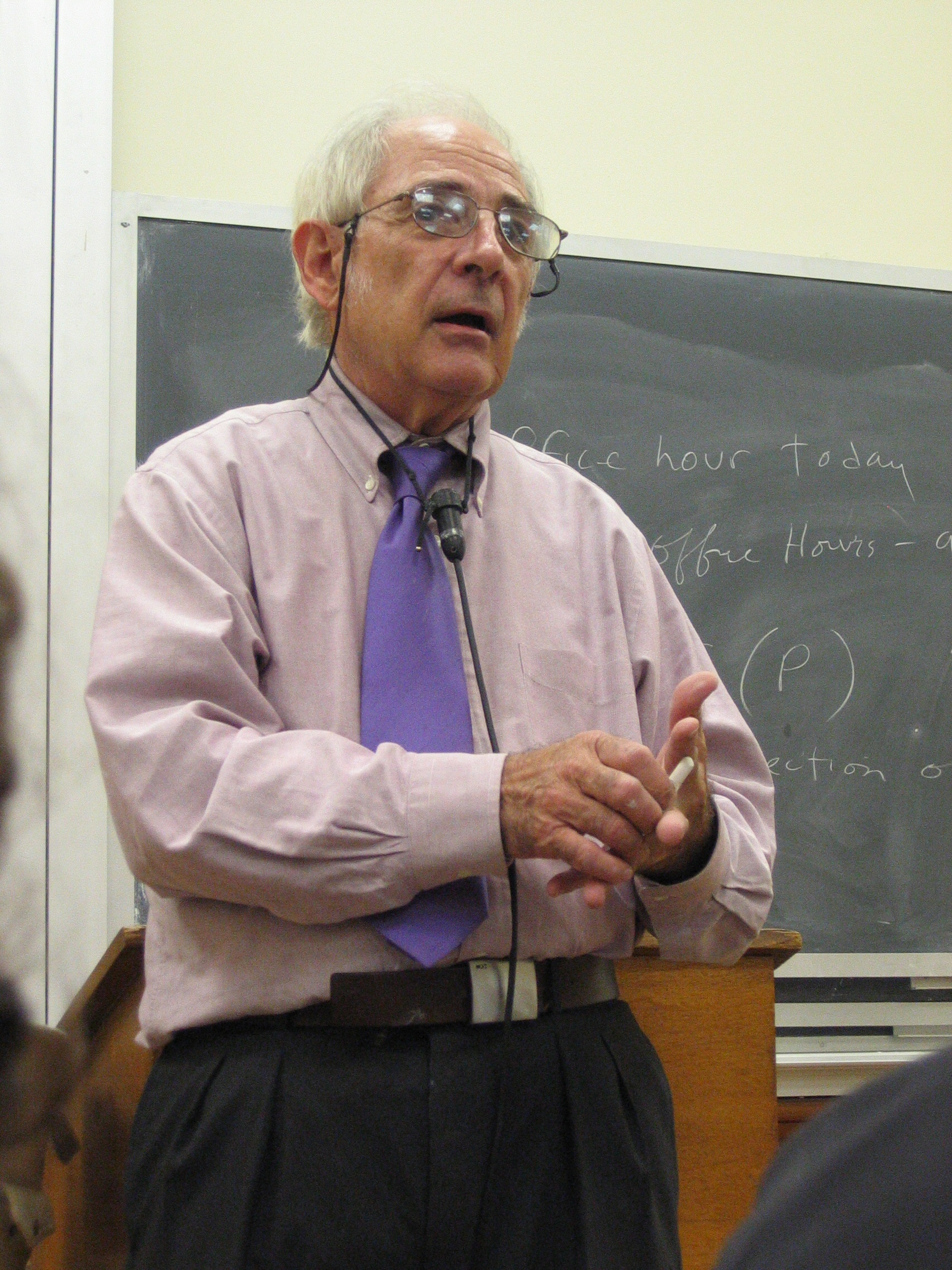
صورة جون سيرل في كلية كنيسة المسيح بأكسفورد.

الغرفة الصينية هي اسم تجربة فكرية صاغها الفيلسوف جون سورل من أجل تحدي الادعاء القائل بأن حاسوبًا قادر على تشغيل برنامج سيكون قادراً على أن يكون لديه «عقل» أو «وعي» وذلك بشكل مشابه كما يقوم به الإنسان عندما يستخدم البرنامج المناسب. الغاية من هذه التجربة هو تفنيد الآراء الداعمة لمفهوم الذكاء الاصطناعي القوي، كما سماه سورل: strong AI: «وهو جهاز كمبيوتر مبرمج بشكل مناسب بالمدخلات والمخرجات الصحيحة، والذي سيمتلك عقلاً كما هو الحال لدى بني البشر.» مفاد تجربة الغرفة الصينية أن الذكاء الاصطناعي القوي strong AI غير ممكن الوجود.

## وصف التجربة
كتب سورل في وصف حجته: «تصور أنني محجوز في غرفة وأنا لا أعرف اللغة الصينية بالمرة سواء كتابة أو نطقاً». افترض سورل أيضاً أن لديه في الغرفة مجموعة من القواعد مكتوبة باللغة الإنجليزية والتي «تمكنه من ربط مجموعة من الرموز الأولية مع مجموعة أخرى من الرموز الأولية، والتي هي بالنهاية المحارف الصينية». باستخدام هذا الأسلوب من الربط سيتمكن الشخص الموجود من الغرفة من الرد باللغة الصينية المكتوبة على أسئلة مكتوبة أيضاً باللغة الصينية، وذلك بأسلوب سيجعل من الشخص الذي يطرح الأسئلة، والذي يعرف بدوره اللغة الصينية، يبدو مقتنعاً أن سورل يستطيع أن يفهم المحادثة الصينية أيضاً، على الرغم من عدم معرفته بذلك بالفعل. وهنا يطرح سورل فرضيته بأنه بشكل مشابه إذا كان هناك برنامج يمكن الكمبيوتر (أو الحاسوب) من إجراء محادثة ذكية بلغة مكتوبة، فإن الكمبيوتر الذي يشغل البرنامج لن يفهم المحادثة أيضاً. أي أن الفكرة الأساسية لموضوع التجربة هو أن البرنامج لن يمنح للكمبيوتر العقل أو الوعي، بغض النظر عن مدى ذكائه.
وجهت هذه التجربة مقابل الآراء الفلسفية الداعمة للوظائفية وأصحاب النظرية الحاسوبية للعقل، والتي تزعم أن العقل يمكن النظر إليه على أنه نظام معالجة معلومات يعمل على قاعدة بيانات من رموز أولية.

## اقرأ أيضاً
- جون سورل
- تجربة فكرية